# Erg (ørken)
 For alternative betydninger, se Erg. (Se også artikler, som begynder med Erg)
Ordet erg kommer af arabisk irj = "sandørken". Det er et stort ørkenområde, ofte en lavning, som er blevet fyldt af vindbåret sand over et meget langt tidsrum. Sandet blæses op til klitter af mægtige dimensioner, hvor den herskende vindretning er markeret ved, at læsiden er den stejle side. Det største erg-område ligger på den arabiske halvø, hvor ar-Rub al-Khali (Den Tomme Firkant) dækker mere end 600.000 km².